# جواو كوستا (لاعب رماية)
جواو كوستا (بالبرتغالية: João Costa‏) هو لاعب رماية برتغالي، ولد في 28 أكتوبر 1964 في لواندا في أنغولا.

## وصلات خارجية
- جواو كوستا على موقع الاتحاد الدولي (الإنجليزية)
- جواو كوستا على موقع أوليمبيديا (الإنجليزية)